# Acanthocercus atricollis
Espèce
Synonymes
- Agama atricollis Smith, 1849
- Stellio capensis Duméril, 1851
- Stellio nigricollis Bocage, 1866
- Agama gregorii Günther, 1894
- Agama cyanocephala Falk, 1925
- Agama atricollis kiwuensis Klausewitz, 1957
- Agama atricollis loveridgei Klausewitz, 1957
- Agama atricollis minutus Klausewitz, 1957
- Agama atricollis ugandaensis Klausewitz, 1957

Statut de conservation UICN

 LC  : Préoccupation mineure
Acanthocercus atricollis est une espèce de sauriens de la famille des Agamidae.

## Répartition
Cette espèce se rencontre en Afrique du Sud, en Namibie, au Botswana, au Zimbabwe, au Mozambique, au Malawi, en Zambie, en Angola, au Congo-Kinshasa, en Tanzanie, au Kenya, au Ouganda, au Rwanda, au Soudan du Sud, en Éthiopie et en Somalie.

## Description

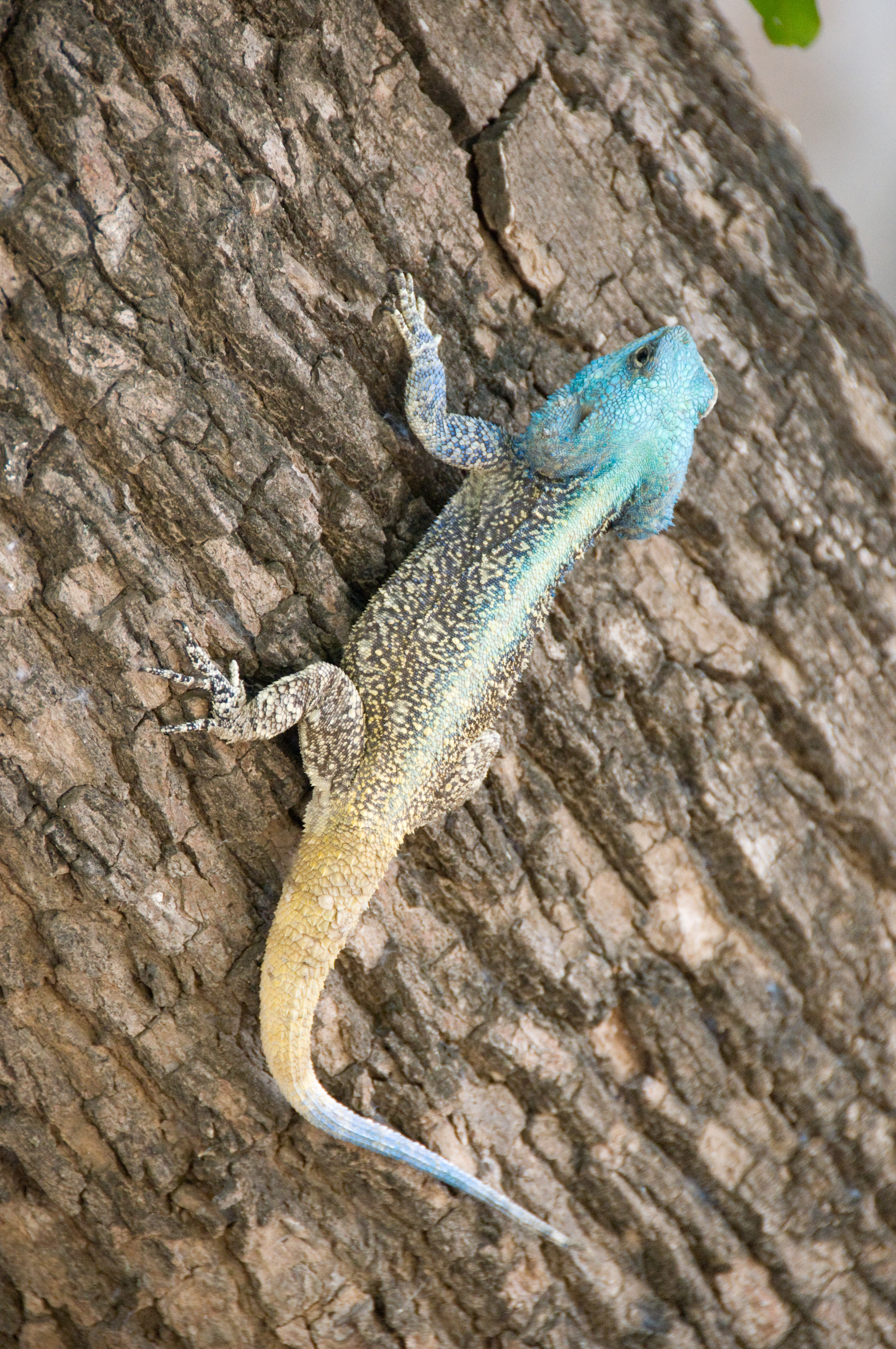
Acanthocercus atricollis

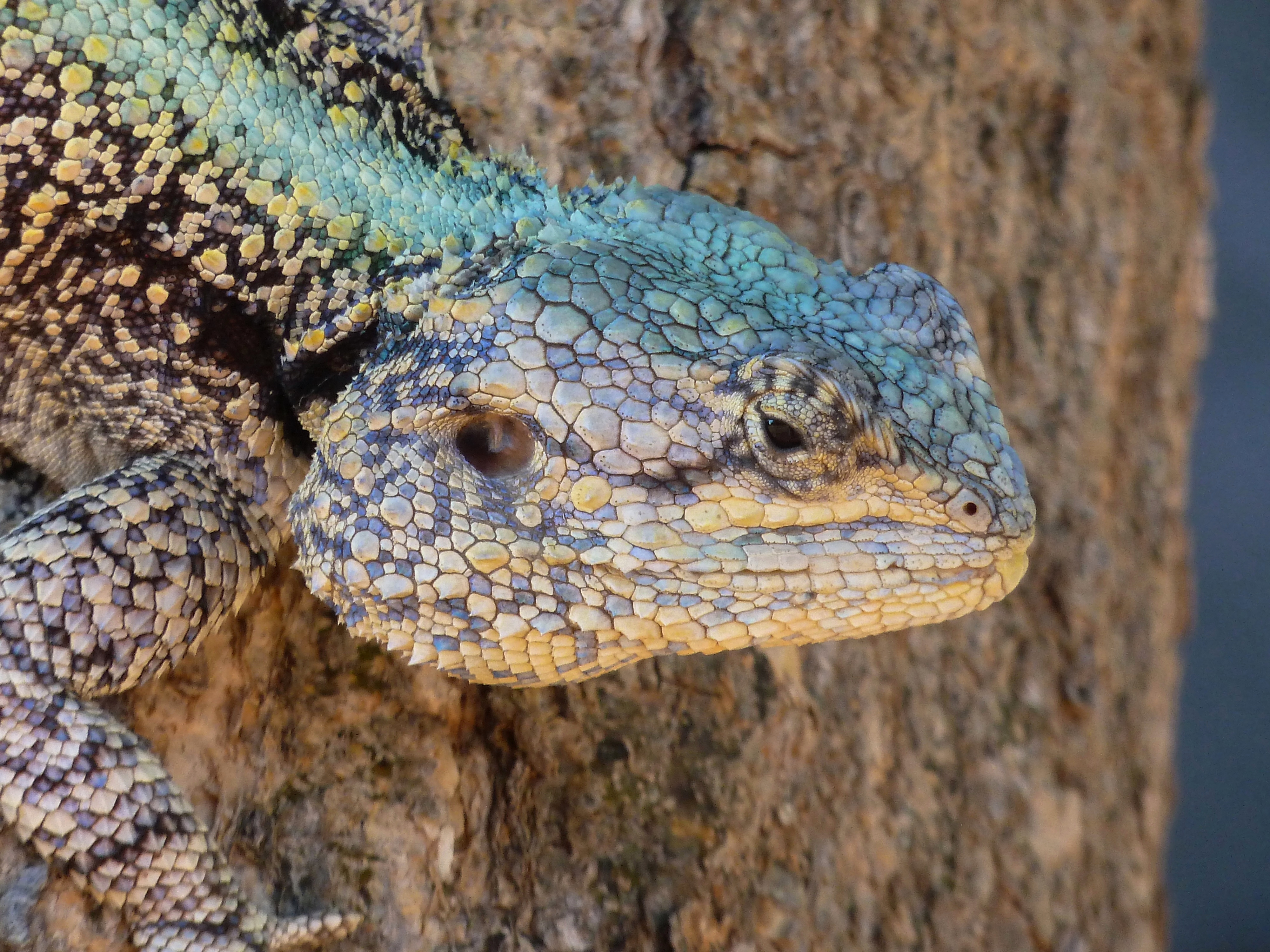
Acanthocercus atricollis

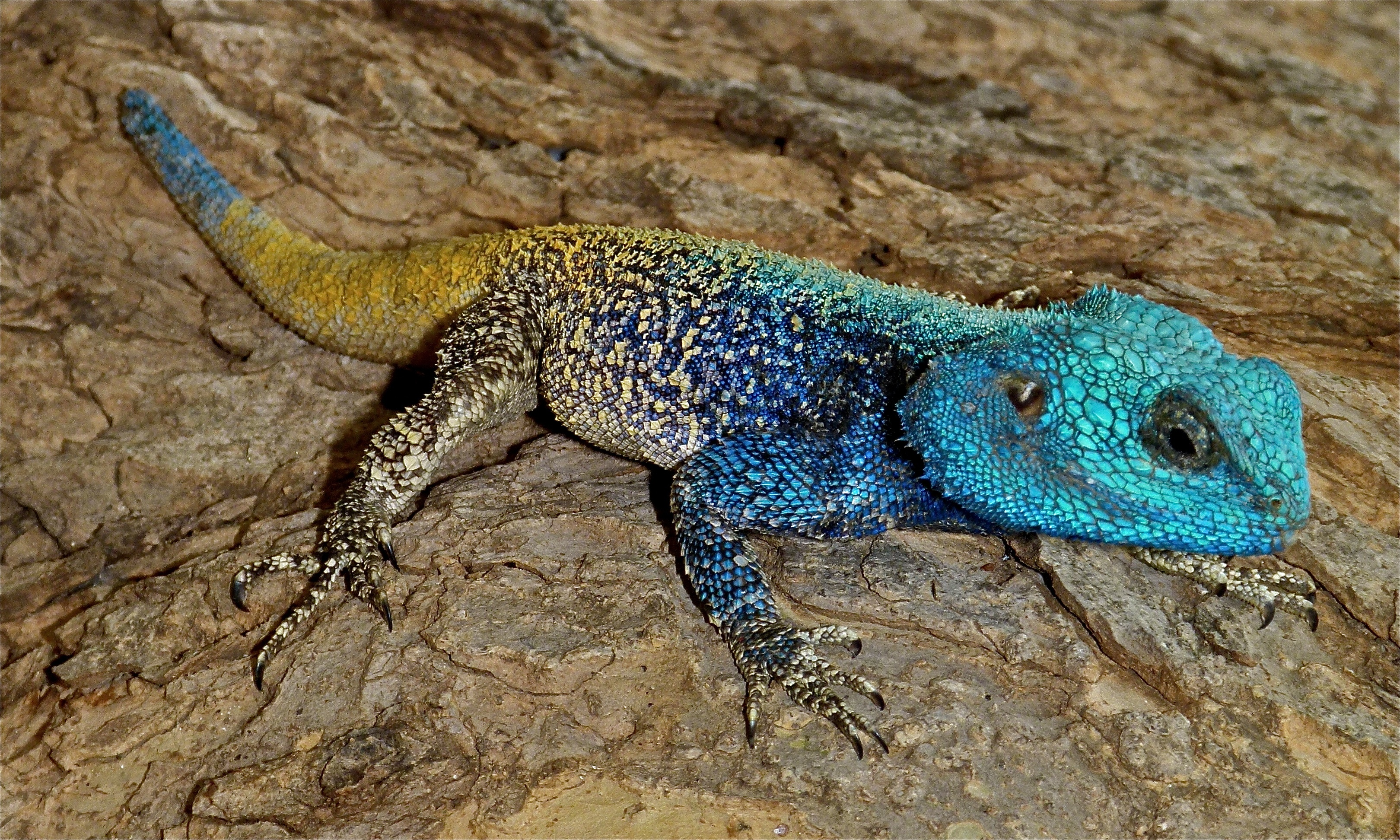
Acanthocercus atricollis

C'est un agame arboricole.

## Liste des sous-espèces
Selon The Reptile Database (12 janvier 2016) :
- Acanthocercus atricollis atricollis (Smith, 1849)
- Acanthocercus atricollis gregorii (Günther, 1894)
- Acanthocercus atricollis kiwuensis (Klausewitz, 1957)
- Acanthocercus atricollis loveridgei (Klausewitz, 1957)
- Acanthocercus atricollis minutus (Klausewitz, 1957)
- Acanthocercus atricollis ugandaensis (Klausewitz, 1957)

## Publications originales
- Smith, 1849 : Illustrations of the Zoology of South Africa; Consisting Chiefly of Figures and Descriptions of the Objects of Natural History Collected during an Expedition into the Interior of South Africa, in the Years 1834, 1835, and 1836 . vol. III. Reptilia. Part 27. London: Smith, Elder, & Co.
- Günther, 1894 : Report on the collection of reptiles and fishes made by Dr J. W. Gregory during his expedition to Mount Kenia. Proceedings of the Zoological Society of London, vol. 1894, p. 84-91 (texte intégral).
- Klausewitz, 1957 : Eidonomische Untersuchungen über den Rassenkreis Agama cyanogaster und A. atricollis (Teil 2). Senckenbergiana Biologica, vol. 38, p. 157-174.